# Scarville
Scarville és una població dels Estats Units a l'estat d'Iowa. Segons el cens del 2000 tenia 97 habitants.

## Demografia
Segons el cens del 2000, Scarville tenia 97 habitants, 41 habitatges, i 25 famílies. La densitat de població era de 374,5 habitants/km².
Dels 41 habitatges en un 34,1% hi vivien nens de menys de 18 anys, en un 48,8% hi vivien parelles casades, en un 7,3% dones solteres, i en un 36,6% no eren unitats familiars. En el 34,1% dels habitatges hi vivien persones soles el 9,8% de les quals corresponia a persones de 65 anys o més que vivien soles. El nombre mitjà de persones vivint en cada habitatge era de 2,37 i el nombre mitjà de persones que vivien en cada família era de 2,92.
Per edats la població es repartia de la següent manera: un 32% tenia menys de 18 anys, un 4,1% entre 18 i 24, un 24,7% entre 25 i 44, un 23,7% de 45 a 60 i un 15,5% 65 anys o més.
L'edat mediana era de 36 anys. Per cada 100 dones de 18 o més anys hi havia 100 homes.
La renda mediana per habitatge era de 40.139 $ i la renda mediana per família de 38.750 $. Els homes tenien una renda mediana de 30.000 $ mentre que les dones 21.500 $. La renda per capita de la població era de 18.949 $. Entorn del 6,3% de les famílies i el 6,9% de la població estaven per davall del llindar de pobresa.

## Poblacions més properes
El següent diagrama mostra les poblacions més properes.